# Meranoplus
Meranoplus es un género de hormigas perteneciente a la familia Formicidae, categorizado en la tribu Crematogastrini. Fue descrito por Smith en 1853.

## Especies
- Meranoplus affinis Baroni Urbani, 1971
- Meranoplus ajax Forel, 1915
- Meranoplus angustinodis Schödl, 2007
- Meranoplus arcuatus Schödl, 2007
- Meranoplus armatus Smith, 1862
- Meranoplus astericus Donisthorpe, 1947
- Meranoplus aureolus Crawley, 1921
- Meranoplus barretti Santschi, 1928
- Meranoplus beatoni Taylor, 2006
- Meranoplus bellii Forel, 1902
- Meranoplus berrimah Schödl, 2007
- Meranoplus bicolor (Guérin-Méneville, 1844)
- Meranoplus biliran Schödl, 1998
- Meranoplus birmanus Schödl, 1999
- Meranoplus boltoni Schödl, 1998
- Meranoplus borneensis Schödl, 1998
- Meranoplus castaneus Smith, 1857
- Meranoplus christinae Schödl, 2007
- Meranoplus clypeatus Bernard, 1953
- Meranoplus convexius Schödl, 2007
- Meranoplus crassispina Schödl, 2007
- Meranoplus cryptomys Boudinot & Fisher, 2013
- Meranoplus curvispina Forel, 1910
- Meranoplus deserticola Schödl, 2007
- Meranoplus dichrous Forel, 1907
- Meranoplus digitatus Schödl, 2007
- Meranoplus dimidiatus Smith, 1867
- Meranoplus discalis Schödl, 2007
- Meranoplus diversoides Schödl, 2007
- Meranoplus diversus Smith, 1867
- Meranoplus doddi Santschi, 1928
- Meranoplus duyfkeni Forel, 1915
- Meranoplus excavatus Clark, 1938
- Meranoplus fenestratus Smith, 1867
- Meranoplus ferrugineus Crawley, 1922
- Meranoplus froggatti Forel, 1913
- Meranoplus glaber Arnold, 1926
- Meranoplus hilli Crawley, 1922
- Meranoplus hirsutus Mayr, 1876
- Meranoplus hoplites Taylor, 2006
- Meranoplus hospes Forel, 1910
- Meranoplus inermis Emery, 1895
- Meranoplus laeviventris Emery, 1889
- Meranoplus leveillei Emery, 1883
- Meranoplus levis Donisthorpe, 1942
- Meranoplus linae Santschi, 1928
- Meranoplus loebli Schödl, 1998
- Meranoplus magrettii André, 1884
- Meranoplus malaysianus Schödl, 1998
- Meranoplus mars Forel, 1902
- Meranoplus mayri Forel, 1910
- Meranoplus mcarthuri Schödl, 2007
- Meranoplus minimus Crawley, 1922
- Meranoplus minor Forel, 1902
- Meranoplus mjobergi Forel, 1915
- Meranoplus montanus Schödl, 1998
- Meranoplus mucronatus Smith, 1857
- Meranoplus naitsabes Schödl, 2007
- Meranoplus nanus André, 1892
- Meranoplus nepalensis Schödl, 1998
- Meranoplus niger Donisthorpe, 1949
- Meranoplus occidentalis Schödl, 2007
- Meranoplus oceanicus Smith, 1862
- Meranoplus orientalis Schödl, 2007
- Meranoplus oxleyi Forel, 1915
- Meranoplus parviumgulatus (Donisthorpe, 1947)
- Meranoplus peringueyi Emery, 1886
- Meranoplus pubescens (Smith, 1853)
- Meranoplus puryi Forel, 1902
- Meranoplus radamae Forel, 1891
- Meranoplus raripilis Donisthorpe, 1938
- Meranoplus rothneyi Forel, 1902
- Meranoplus rugosus Crawley, 1922
- Meranoplus sabronensis Donisthorpe, 1941
- Meranoplus schoedli Taylor, 2006
- Meranoplus similis Viehmeyer, 1922
- Meranoplus snellingi Schödl, 2007
- Meranoplus spininodis Arnold, 1917
- Meranoplus spinosus Smith, 1859
- Meranoplus sthenus Bolton, 1981
- Meranoplus sylvarius Boudinot & Fisher, 2013
- Meranoplus taurus Schödl, 2007
- Meranoplus testudineus McAreavey, 1956
- Meranoplus tricuspidatus Schödl, 2007
- Meranoplus unicolor Forel, 1902
- Meranoplus variabilis Schödl, 2007
- Meranoplus vestigator Smith, 1876
- Meranoplus wilsoni Schödl, 2007